# René Heisig
René Heisig (* 11. November 1960 in Frankfurt am Main) ist ein deutscher Filmregisseur.

## Leben
René Heisig studierte von 1980 bis 1988 Medizin und arbeitete als Assistenzarzt, bevor er sich für ein Studium an der Hochschule für Fernsehen und Film München entschied. Mit seinem Abschlussfilm Pauls Reise debütierte Heisig 1999 nicht nur mit einem Langspielfilm, er wurde auch beim Goldenen Spatz 1999 mit dem Preis des MDR-Rundfunkrates ausgezeichnet und belegte beim Studio Hamburg Nachwuchspreis den zweiten Platz. Seitdem war er ausschließlich für das Fernsehen tätig und drehte mehrere Tatorte.

## Filmografie (Auswahl)
- 1999: Pauls Reise
- 2000: Für die Liebe ist es nie zu spät
- 2001: Vier Meerjungfrauen
- 2002: Therapie und Praxis
- 2003: Tatort – Hexentanz
- 2004: Vater werden ist nicht schwer …
- 2004: Zwei Wochen für uns
- 2005: Tatort – Am Abgrund
- 2006: Tatort – Unter Kontrolle
- 2007: Alma ermittelt – Tango und Tod
- 2008: Die Sache mit dem Glück
- 2008: Marie Brand und die tödliche Gier
- 2008: Tatort – Seenot
- 2009: Ein starkes Team – Das große Fressen
- 2009: Schutzlos
- 2011: Familie für Fortgeschrittene
- 2011: Tatort – Der schöne Schein
- 2013: Alles für meine Tochter
- 2013: Blutgeld